# Relief d'Illés

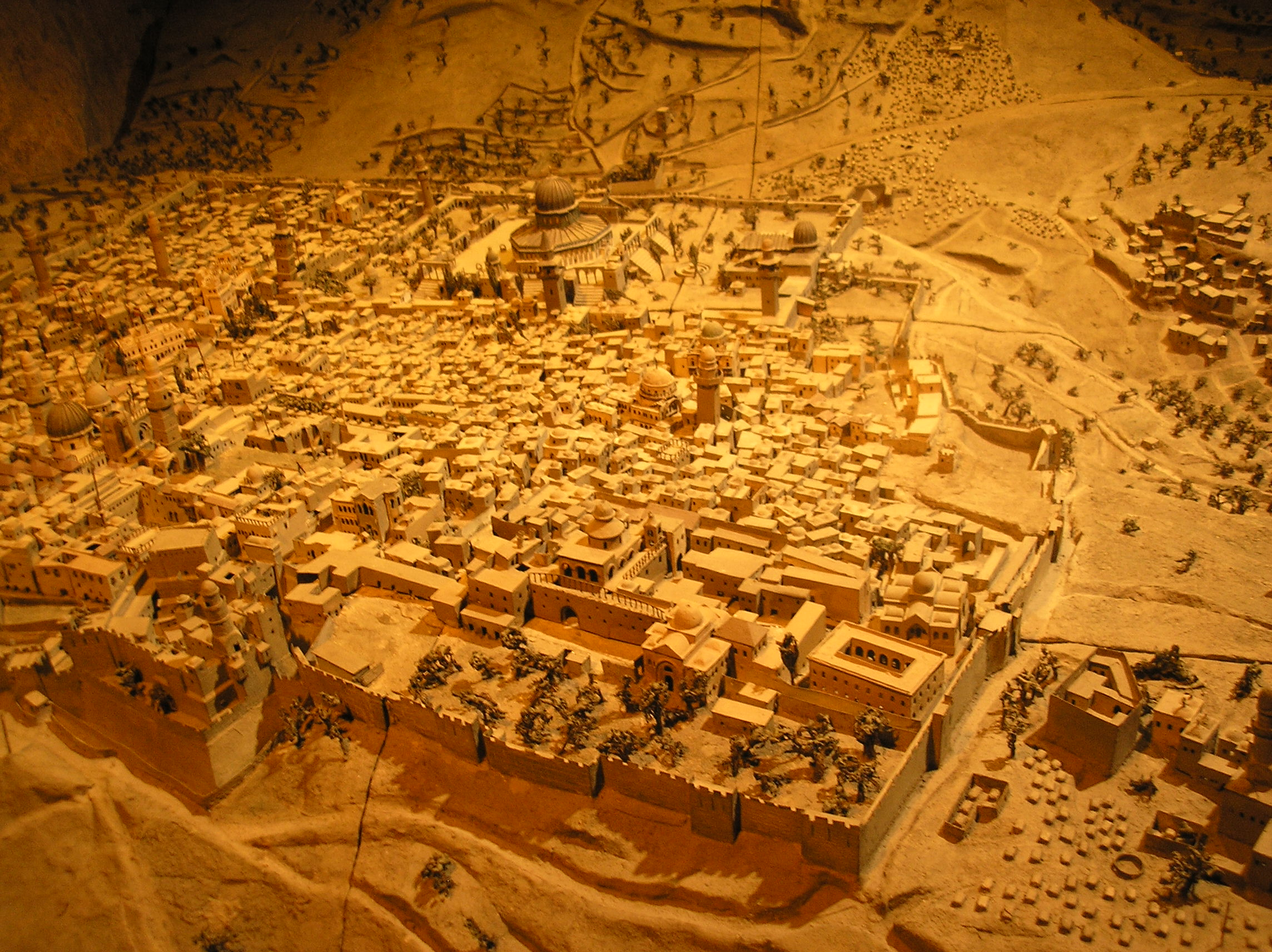
Le relief d'Illés au musée de la Tour de David à Jérusalem.

Le relief d'Illés est une maquette scientifique de la ville de Jérusalem, réalisée, entre 1864 et 1873, à l'échelle 1:500 (en), par Stephen Illés, un artisan relieur catholique hongrois. Elle est conçue pour l'Exposition universelle de 1873, de Vienne, avec du zinc fondu et modelé. Exposée, pendant plus de 40 ans, au Calvinium de Genève, elle est déplacée, en 1920, pour faire place à la Société des Nations. Redécouverte en 1984, elle est désormais exposée au musée de la Tour de David, à Jérusalem, depuis les années 1990.

### Source de la traduction
- (en) Cet article est partiellement ou en totalité issu de l’article de Wikipédia en anglais intitulé « Illés Relief » (voir la liste des auteurs).